# Schiedeella wercklei
Schiedeella wercklei är en orkidéart som först beskrevs av Rudolf Schlechter, och fick sitt nu gällande namn av Leslie Andrew Garay. Schiedeella wercklei ingår i släktet Schiedeella och familjen orkidéer. Inga underarter finns listade i Catalogue of Life.